# Kōichi Kitamura
Kōichi Kitamura (jap. 北村 弘一 Kitamura Kōichi; właściwie Hajimu Kimura (jap. 木村 一 Kimura Hajimu), ur. 9 czerwca 1931, zm. 2 października 2007) – japoński seiyū związany z agencją Mausu Promotion. Często dubbingował postacie grane przez Petera Cushinga.
Zmarł w 2007 roku w wieku 75 lat na zapalenie płuc.

## Wybrane role głosowe
- 1973: Zielone żabki – Ametaro
- 1973: Mały Wansa – ojciec Kouty
- 1974: Wickie, syn wikingów – Urobe
- 1977: Yattaman – Helmet
- 1978: Lupin III Part II –
  - Chen Dongnan,
  - Conan Drill,
  - Hong Xiuquan,
  - Jio Makurido,
  - King,
  - Monsieur Dalí,
  - Musshu Dare/Inspektor Magure,
  - Nanja,
  - Sharlock,
  - Sherlock,
  - Shūzen Kō
- 1979: Róża Wersalu – jubiler
- 1981: Urusei Yatsura – dziadek Shutarō
- 1982: Tajemnicze Złote Miasta – Kuraka
- 1984: Lupin III Part III –
  - Yunkeru,
  - Spawlding
- 1987: City Hunter –
  - Informator,
  - Kōzō
- 1987: Fist of the North Star 2 – Petero
- 1988: Mały Lord – Jefferson
- 1989: Ranma ½ –
  - Sprzedawca Sakuramochi,
  - Ultra
- 1991: Lupin III: Napoleon’s Dictionary – stary naukowiec
- 1992: Yu Yu Hakusho – Yōda
- 1992: Lupin the 3rd: From Siberia with Love – Bucchu
- 1996: Dragon Ball GT – Eskar
- 1996: Rurōni Kenshin –
  - Jūsanrō Tani,
  - Nenji Kashiwazaki
- 1997: Pokémon – Ryū
- 2001: Digimon Tamers – nauczyciel Chō
- 2001: Hajime no Ippo – przewodniczący Naniwa
- 2002: Pecola –
  - policjant Kuada,
  - profesor Kamikutta
- 2003: Ningyo Series – ojciec Natsume
- 2003: Last Exile – cesarz Anatoray
- 2004: Saiyuki – Tōken Goku
- 2004: Monster – generał Helmut Wolfe
- 2006: One Piece – profesor Clover